# Поробич, Бранимир
Бра́нимир По́робич (серб. Бранимир Поробић / Branimir Porobić; 5 января 1901, Белград, Сербия — 18 декабря 1952, Оснабрюк, ФРГ) — югославский сербский футболист, защитник. Участник Олимпиады 1920 года.

## Карьера

### Клубная
Во время Первой мировой войны жил в качестве беженца во Франции в городе Лион, где окончил гимназию и начал заниматься футболом. После возвращения на родину в 1918 году продолжил играть в футбол в белградском клубе БСК, за основной состав которого дебютировал в 1919 году. В том же году стал одним из основателей нового белградского клуба БУСК, в котором получил членскую карточку под № 1, и за который играл до 1921 года, после чего вернулся в БСК, за который играл вплоть до завершения карьеры игрока в 1926 году. Помимо этого, сыграл 7 матчей за сборную Белграда.

### В сборной
В составе главной национальной сборной Королевства СХС сыграл единственный раз 2 сентября 1920 года в «утешительном» матче против сборной Египта на Олимпиаде 1920 года, эту встречу его команда проиграла со счётом 2:4.

## После карьеры
После завершения карьеры игрока остался в структуре белградского БСК, занимал различные административные должности в клубе, был членом правления.
Во время Второй мировой войны служил во французских войсках, дослужился до полковника. После окончания войны в составе союзных войск находился в оккупированной Германии, где и умер на 52-м году жизни 18 декабря 1952 года в Оснабрюке, так и не вернувшись на родину.